# 马马萨
马马萨（Mamasa）是印度尼西亚西苏拉威西省的一个城镇，是马马萨县的县治所在，位于苏拉威西岛西部内陆山区。2010年统计，马马萨所在的马马萨区（Kecamatan Mamasa）人口共有22,541。
苏马罗龙机场位于马马萨县南部的苏马罗龙区。

## 资料来源
1. ↑  Mamasa dalam Angka tahun 2012 halaman 143